# Символ российского рубля
Символ или знак российского рубля (₽) — типографский знак, который входит в группу «Знаки валют» (англ. Currency Symbols) стандарта Юникод и называется «Символ рубля» (англ. Ruble sign); код — U+20BD. Используется, главным образом, для представления национальной валюты Российской Федерации — рубля.
Характерные знаки, имеющие это назначение: р. • руб. • ₽. Кроме того, для краткого представления российского рубля используются коды стандарта ISO 4217: с 1998 года RUB и 643, ранее RUR и 810.

## Начертание
Символ «₽» был утверждён в качестве официального знака российского рубля советом директоров Банка России 11 декабря 2013 года. Как отмечено в официальном сообщении Банка России об утверждении символа, «графическое обозначение рубля в виде знака представляет собой прописную букву „Р“ кириллического алфавита, дополненную в нижней части горизонтальной чертой, создающей впечатление присутствия двух параллельных линий, что символизирует устойчивое положение российского рубля».

## Происхождение символа

### Неофициальные конкурсы и инициативы
До официального утверждения символа российского рубля чаще всего для его краткого представления использовались простые сокращения «р.» и «руб.». С началом интеграции российской экономики в мировую (90-е годы XX века) и широкого использования во внутреннем российском обороте иностранных валют (прежде всего доллара, имеющего собственный узнаваемый знак) неоднократно высказывались предложения ввести особый символ и для российского рубля. С появлением евро и утверждением его символа такие предложения стали звучать чаще и вылились в проведение нескольких неофициальных конкурсов, акций и инициатив по введению знака рубля.
Первым из известных является конкурс, который в 1997 году провёл журнал «Финансист» и на который поступило около 300 работ (автор идеи — Андрей Еременко).
Второй по времени стала акция «Знак рубля», которую в 1999—2000 гг. провели журнал «Деньги» и Клуб дизайнеров-графиков «Портфолио» (авторы идеи — Юрий Калашнов и Пётр Банков). В ней приняли участие 300 авторов, предложивших в общей сложности около 1000 вариантов начертания знака рубля. Важной особенностью этой акции явилось то, что в ходе неё впервые в современной истории были найдены свидетельства о существовании знака рубля XVII—XIX веков. При этом было опрошено около 1000 человек, которым был задан вопрос «Нужен ли российскому рублю символ, аналогичный символам доллара, евро, фунта стерлингов и других валют?» Положительно ответили свыше 85 % опрошенных. На вопрос, готовы ли современники рассматривать сочетание надстрочных букв «р» и «у» в качестве знака рубля сейчас, был получен следующий результат: 73 % — «за», 23 % — «против».
Третьим стал конкурс «Нарисуй символ рубля!», проведённый газетой «Комсомольская правда» в 2005—2006 годах. Конкурс стал наиболее массовым по числу поданных заявок: редакция получила более 5000 эскизов.
Четвёртый конкурс — «Придумай знак рубля», проведённый РИА «Новости» в 2006 году. Организаторы получили около 300 предложений, а лучшие передали в Центральный банк и Государственную думу.
Необходимо также отметить огромное число единичных инициатив, которые выражались в непосредственных письмах в различные органы государственной власти (прежде всего в Государственную думу и Центральный банк Российской Федерации) и даже регистрации изображений знака рубля в Российском авторском обществе.
В июне 2006 года была принята поправка к Закону «О Центральном банке Российской Федерации (Банке России)», которой его функции были дополнены ещё одним пунктом: именно Банк России «утверждает графическое обозначение рубля в виде знака». 14 марта 2007 года рабочая группа банка одобрила требования к символу рубля. В работе группы принял участие глава комитета Государственной думы по законодательству Павел Крашенинников, который и передал эти требования в прессу:

Знак рубля... «должен быть узнаваемым при написании различными шрифтами», а главное — «очень простым в написании». Это значит, что одинаково легко его можно будет изобразить от руки и на компьютере... ширина символа должна быть равна длине, и по виду он не должен резко отличаться от изображений других валют... Ещё одно требование заключается в том, чтобы знак рубля прочно ассоциировался как с нашей валютой, так и Россией. «Благо буква „р“ везде есть»,— отмечает Крашенинников. Ну и, наконец, никаких намёков на религиозные взгляды и политические убеждения и близко быть не должно.— «Финансовые известия» от 16.03.2007 г.
Позже рабочая группа Банка России по утверждению символа рубля провела ещё несколько заседаний, однако официальные пресс-релизы по итогам её работы не выпускались, поэтому тема легко становилась объектом различных спекуляций. Вот лишь один характерный пример:
Как сообщил информационному агентству «Джинса» источник, принимавший участие в работе комиссии Центробанка, новый знак рубля будет официально утверждён через некоторое время, однако окончательное решение по тому, как он будет выглядеть, уже принято. Новый знак рубля будет выглядеть так: P. То есть, это будет прописная русская буква «Р» с точкой. Знак ставится через пробел после цифрового обозначения суммы (например: 100 Р.), сообщил источник. По его словам, данный знак был утверждён, в основном, по следующим причинам:
- такое обозначение интуитивно понятно любому россиянину;
- русскую «Р» можно написать и при отсутствии кириллического шрифта, заменив её аналогично выглядящей латинской буквой «P»;
- данный знак все смогут использовать сразу после утверждения — не нужно будет вводить в международные стандарты какой-то дополнительный символ, ждать долгое время, пока он появится на клавиатурах и тратить на внедрение этого знака огромные средства.
— «Джинса» от 25.10.2007 г.
Считалось также, что Центральный банк рассматривает в качестве символа рубля аббревиатуру «РР», которая является одним из инструментов защиты российских бумажных денег от подделки и видна на полоске под рисунком на аверсе банкноты при рассмотрении её под острым углом в отражённом свете (кипп-эффект). Основанием для такого вывода послужило письмо, полученное оргкомитетом акции «Знак рубля» из Департамента внешних и общественных связей ЦБ РФ в ответ на приглашение делегировать в состав жюри конкурса представителя банка.

### Начало фактического использования
В середине 2007 года дизайнерские студии «Дизайн-депо», «Дизайнет», «Директ-дизайн», «Имадизайн», «Леттерхед», «ПараТайп» и Студия Артемия Лебедева (поэтому их символ часто называется «дизайнерским») предложили использовать в качестве знака рубля букву «Р» с перечёркнутой ниже полукруга ножкой. Суть инициативы — не дожидаясь официального утверждения какого-то знака рубля, инициаторы акции начали использовать предложенный ими символ при разработке новых шрифтов, оформлении рекламы, ценников, витрин интернет-магазинов и других носителей информации.
Для выбора символа «Знак рубля» нами использованы объективные критерии, важные для его эффективного применения:
1. Простота графики;
2. Отличие от других знаков письма, принятых в основных шрифтовых системах, прежде всего в кириллической и латинской;
3. Интуитивная понятность представителю русскоязычной культуры. Знак вводится прежде всего во внутренний оборот, поэтому важнее, чтобы его правильно восприняли россияне, чем иностранцы;
4. Удобство написания от руки (помимо прочего, моторное запоминание — самое быстрое и надёжное);
5. Односоставность. Знак, состоящий из одной графемы, быстрее считывается и, как правило, занимает меньше места. Односоставный, нелигатурный знак проще интегрируется в табличный набор, исключительно важный в данном случае;
6. Шрифтонезависимость. Вводится в обиход символ, графема, а не знак конкретного шрифта. Эта графема должна поддаваться стилизации под любую гарнитуру существующего или будущего шрифта при дополнении их знаком рубля;
7. Равномерная плотность. Отсутствие перегруженных штрихами зон, слишком мелких, необязательных штрихов. Эти параметры приобретают решающее значение в мелкокегельном наборе. Знак не должен заплывать в четвёртом кегле текстового шрифта;
8. Ширина не больше, чем у нуля (самой широкой цифры). Важный параметр: в наборных шрифтах ширины валютных знаков должны соответствовать ширинам цифр для упрощения табличного набора;
9. Понятность иностранцу, знакомому с латиницей;
10. Наличие лёгкой необычности в пределах нормы, способствующей запоминанию и распознаванию.
— Из манифеста дизайнерских студий
Автором символа считается художник шрифта Александр Тарбеев (хотя аналогичные по графеме знаки поступали и на другие конкурсы; в частности, подобные варианты предлагали 12 авторов акции «Знак рубля»), а основными его популяризаторами — Артемий Лебедев, Юрий Гордон и Эркен Кагаров.

### Официальное утверждение
С 5 ноября по 5 декабря 2013 года Банк России провёл на своём сайте анонимный опрос: пользователи интернета, которые продекларировали, что им исполнилось 18 лет, могли выбрать один из пяти символов, проголосовать против всех и пятьюстами символами, включая пробелы, прокомментировать свой выбор. По итогам опроса было зафиксировано почти 280 тыс. кликов, которые распределились следующим образом:
- первое место — более 61 %;
- второе место — около 19 %;
- третье место — 5,5 %;
- четвёртое место — 4,5 %;
- пятое место — 1,9 %;
- против всех — менее 8 %.

При этом варианты-лидеры не названы. Поскольку опрос был анонимный и не требовал регистрации на сайте, методику учёта повторных голосов и, соответственно, смысл процентного распределения кликов между неизвестными знаками-кандидатами Банк России не разъяснил. В целом же понять предпочтения интернет-аудитории можно по открытым итогам параллельных голосований, которые проходили на нескольких других сайтах по тем же знакам, например, на сайтах агентства «Прайм» или «Российской газеты». Лидировал дизайнерский символ — «Р» с перечёркнутой ножкой.
Ещё в первый день опроса один из сотрудников Банка России в беседе с корреспондентом газеты «Известия» сообщил, что «для регулятора это не столько голосование, сколько сбор мнений и комментариев… Голоса без текстовых комментариев относительно сделанного выбора учитываться не будут… Целью обсуждения является выявить какие-то нюансы, например, не оскорбляют ли данные символы чьих-то религиозных чувств, не носят ли расового подтекста и не являются ли уже употребимыми в каком-либо ещё качестве». Некоторые избранные комментарии Банк России начал публиковать с 18 ноября. Как сообщила пресс-служба банка, эти комментарии — «типичные мнения о каждом из пяти предложенных символов».
Состав рабочей группы, подготовившей кандидатов к голосованию, полный список критериев включения знаков в шорт-лист, критерии, сроки и порядок финального выбора символа рубля на сайте Центрального банка Российской Федерации не указывались. Никак не описаны каналы сбора мнений граждан России, не использующих интернет, а это более половины совершеннолетнего населения страны. По итогам опроса Банк России сообщил, что «внимательно проанализирует все оставленные на сайте отзывы и учтёт их при принятии решения», однако сроки принятия этого решения так и не были названы.
Как было отмечено на сайте банка, «рабочая группа Банка России рассмотрела более тысячи обращений от граждан и организаций с предложениями разнообразных написаний графического обозначения рубля, изучила идеи интернет-сообщества. Среди них были отобраны пять наиболее часто предлагаемых вариантов». Между тем многие отечественные средства массовой информации отмечают явное отсутствие в шорт-листе знаков на основе латинской буквы «R», в частности, победивших в некоторых конкурсах символов, авторами которых являются Тагир Сафаев (перечёркнутая «R») и Владимир Ефимов («R» с удвоенной диагональной ножкой). Так, в 2006 году Всероссийский центр изучения общественного мнения и газета «Известия» попросили экспертов отобрать 13 наиболее интересных знаков, которые затем ВЦИОМ представил москвичам на четырёх фокус-группах, выяснив, что 4 знака оставили москвичей равнодушными, 3 были признаны неподходящими, 4 — «амбивалентными». Лишь два знака вызвали интерес у опрошенных — именно основанные на латинице проекты Сафаева и Ефимова. Итоги исследования были представлены 14 июня на круглом столе «Каким быть знаку рубля?»
Сообщая о начале опроса, некоторые англоязычные средства массовой информации (в частности, Reuters, The Wall Street Journal, The New York Times) отмечали: русская буква «р (эр)» читается как латинская буква «p (пи)», что может в будущем стать источником недоразумений, горизонтальное перечеркивание напоминает православный восьмиконечный крест, а символ с удвоенной ножкой буквы «у» похож на пиктограмму «человек на лыжах» и выглядит как реклама Олимпиады в Сочи 2014 года.
11 декабря 2013 года символ рубля был официально утверждён советом директоров Центрального банка Российской Федерации. Победителем стала буква «Р» с горизонтальной чертой, которая набрала более 61 % голосов.

## Использование символа

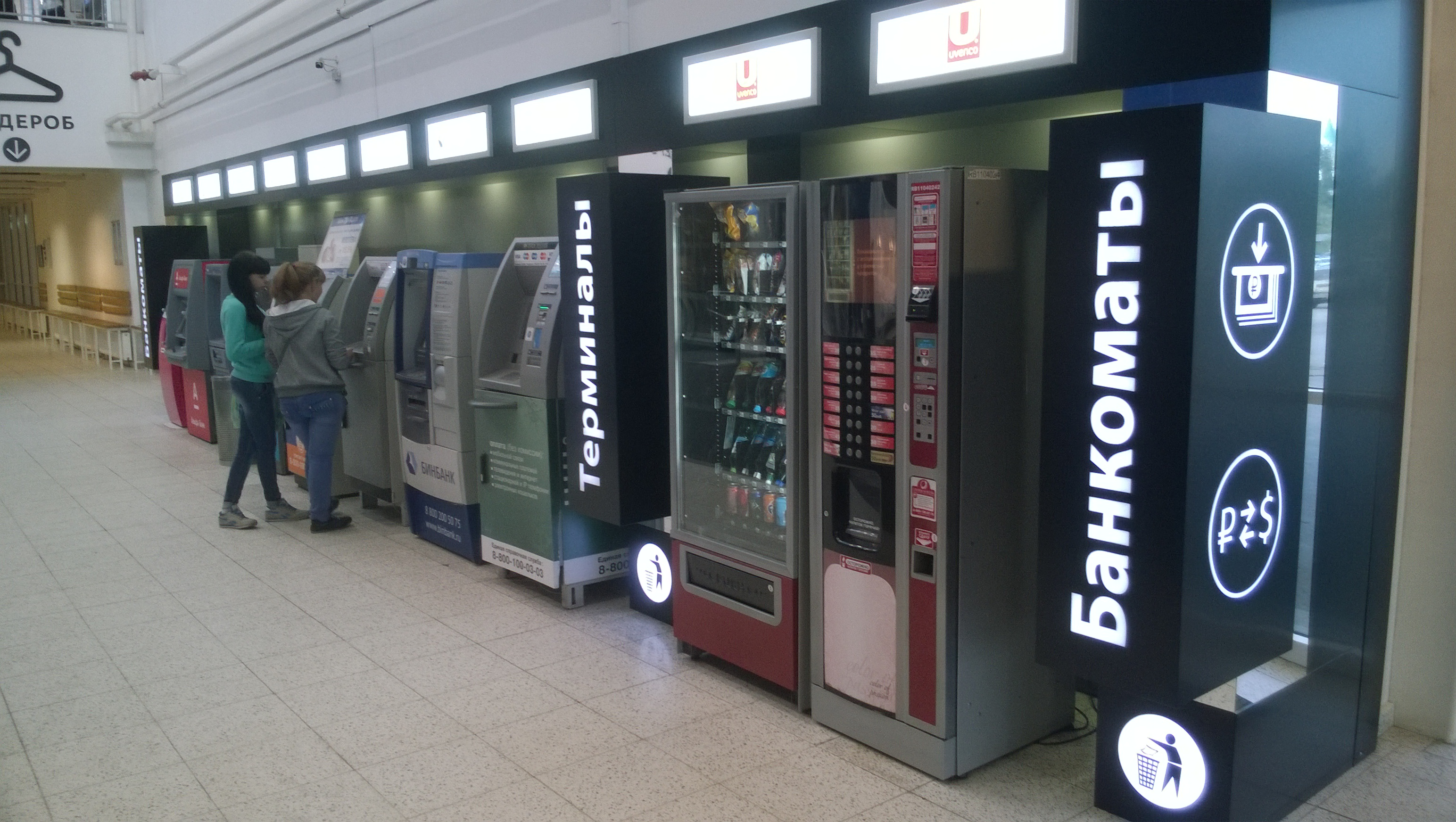
Символ рубля на банкомате

Символ «₽» используется, главным образом, для представления национальной валюты Российской Федерации — рубля.
Этот знак был утверждён Центральным банком Российской Федерации 11 декабря 2013 года в соответствии с одной из его функций, установленной в 4-й статье Федерального закона «О Центральном банке Российской Федерации (Банке России)». Выбор знака был произведён из пяти вариантов по итогам интернет-опроса, проведённого на сайте банка с 5 ноября по 5 декабря 2013 года. В предложении о включении символа в стандарт Юникод, которое было подготовлено специалистами Банка России, отмечалось, что выбранный знак уже несколько лет использовался в деловом обороте, а его официальное утверждение должно ускорить широкое распространение знака во внутрироссийском и международном банковских сообществах. Кроме того, сообщалось, что уже в 2014 году Банк России планирует поместить знак на некоторые разновидности монет, а в будущем использовать его и в оформлении банкнот. На банкнотах 100, 200 и 2000 рублей знак рубля виден при наклоне купюры на защитной нити и однотонном фоне возле номинала банкноты.

### Символ рубля на монетах и марках
Такие монеты были выпущены в обращение 17 июня 2014 года: памятные монеты из серебра номиналом 3 рубля, а также монеты из стали с никелевым гальваническим покрытием номиналом 1 рубль. Серебряные монеты выпущены ограниченным тиражом: с качеством «пруф» 500 штук, качеством «анциркулейтед» 1000 штук. Монеты достоинством 1 рубль выпускаются в рамках эмиссионной программы тиражом 100 миллионов штук.
С 2015 года символ рубля используется для обозначения номинала на почтовых марках и блоках. Впервые он появился на почтовом блоке, выпущенном ко 150-летию со дня рождения русского художника Валентина Серова  (ЦФА [АО «Марка»] № 1909).

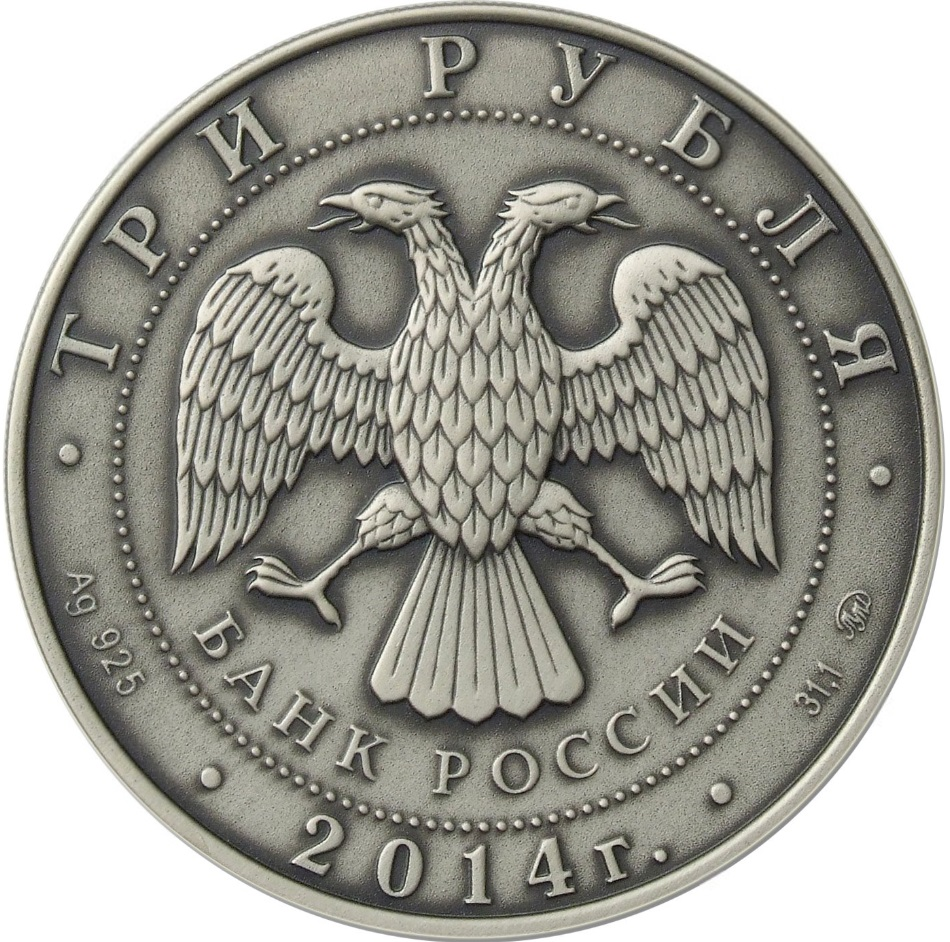
Монета 2014 года достоинством 3 рубля
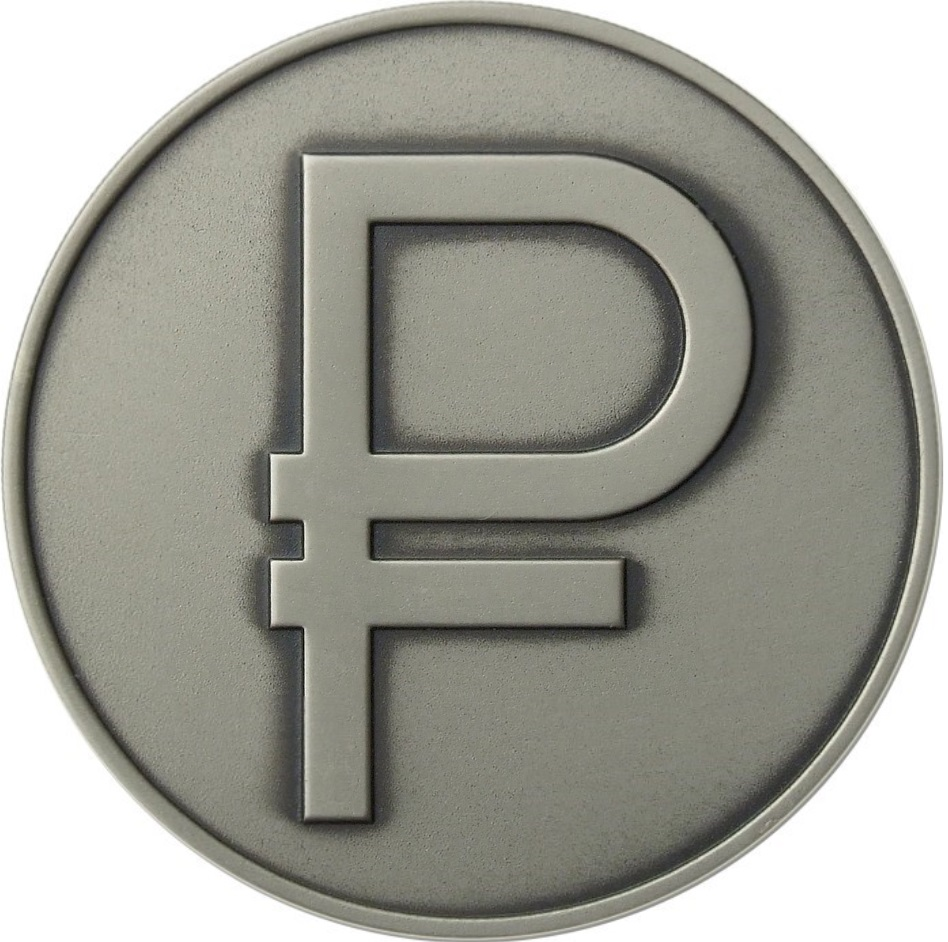
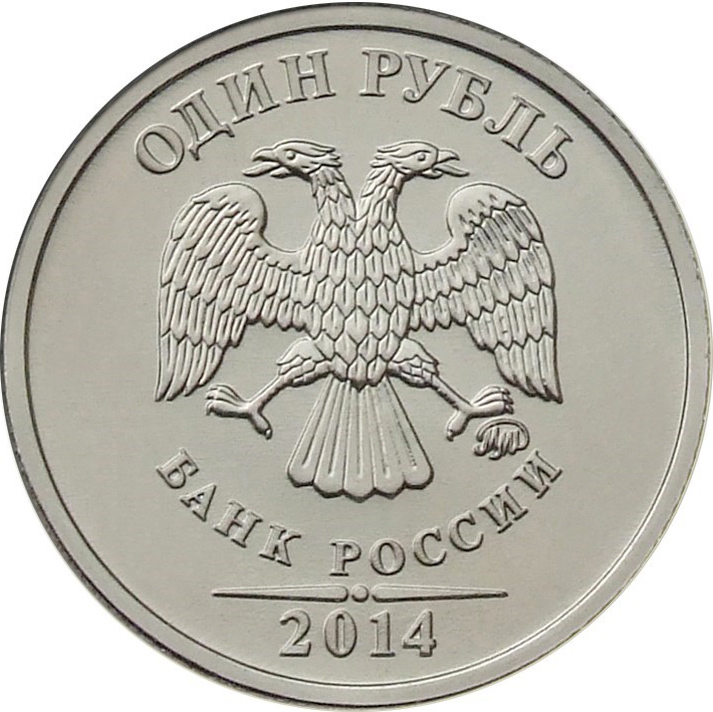
Монета 2014 года достоинством 1 рубль
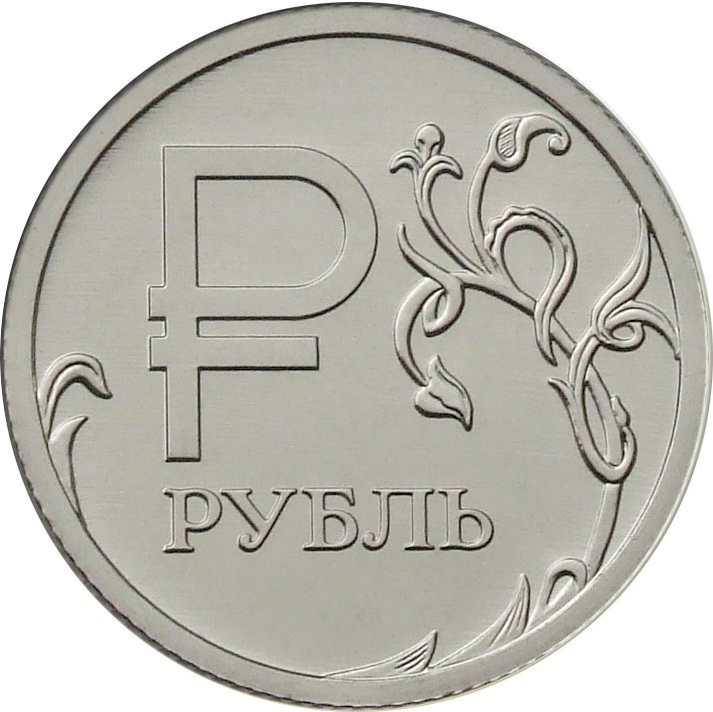
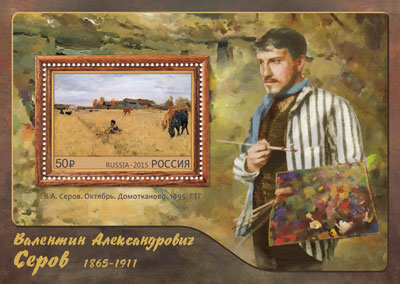
Почтовый блок, посвященный 150-летию Валентина Серова

### Символ рубля в компьютерах
На момент принятия символ неофициально использовался много лет, однако в Юникоде его не было: консорциум ждал официального принятия. Шрифтовые дизайнеры ставили символ рубля в нескольких незадействованных позициях Юникода, надеясь, что рано или поздно в одной из них знак всё же утвердят; за это время в позиции 20B916 появилась индийская рупия и в 20BA — турецкая лира. Многие сайты использовали типографские трюки через CSS или подключали специальный шрифт со знаком рубля.
Когда символ рубля официально приняли, в Юникоде нашли похожую на него армянскую букву «ке» (Ք, 055416). Консорциум даже попросил не использовать эту букву.
21 января 2014 года российским техническим комитетом по стандартизации «Информационные технологии» (ТК22), который является российским национальным рабочим органом СТК1 ИСО/МЭК, была подана заявка в Технический комитет «Юникод» на добавление символа рубля — 20BD16 Ruble Sign (₽) — в набор символов Unicode. 4 февраля 2014 года на 138 заседании Технического комитета «Юникод» в Сан-Хосе на основании этой заявки было принято решение о включении символа рубля в стандарт Unicode версии 7.0, и этот знак появился в Юникоде 7.0, выпущенном 16 июня 2014 года.
13 августа 2014 года компания Microsoft выпустила обновление ОС MS Windows, которое обеспечивает возможность ввода нового символа рубля с клавиатуры компьютера. В большинстве случаев для этого требуется на русской раскладке ввести комбинацию AltGr+8. Остальные варианты перечислены на странице описания обновления. Описанная схема предполагает, что текущий шрифт содержит символ рубля на стандартном месте; корректировку библиотеки своих шрифтов Microsoft уже выполнила в одном из предыдущих обновлений Windows. Типографская раскладка Бирмана предлагает клавишу AltGr+H (в английской раскладке) или AltGr+Р (в русской).
Отображение символа рубля зависит от версий файлов шрифтов, установленных на персональном компьютере пользователя. Даже если на сервере шрифты его содержат, у внешнего пользователя версия может быть без символа и отображения не будет, или будет отображаться глиф из другого шрифта.

### Платная автостоянка
Традиционный знак платной автостоянки — знак «Парковка (парковочное место)» с табличкой «Платные услуги» (часто на едином щите). В 2017 году в России началась инициатива по уменьшению знаков в плотной застройке, заодно монетки с таблички перекочевали в синее поле знака. Блог «Пробок нет», инициатор подобных изменений, предложил вместо буквы P рисовать знак рубля.

## Похожие знаки
Как до, так и после утверждения знака «₽» в качестве официального знака рубля средства массовой информации и блогеры отмечали его сходство с другими знаками.
- Часто упоминалась 36-я буква армянского алфавита «ке: Ք, ք» (U+0554)[49].
- Профессор Московской духовной академии протодиакон Андрей Кураев писал о том, что официальный знак рубля воспроизводит одну из форм хризмы, раннехристианского символа Христа[50]. Вероятно, имелась в виду ставрограмма — включённые в стандарт Юникод греческая лигатура Tau-Rho (⳨, U+101A0) и коптский символ Tau-Ro (⳨, U+2CE8)[51][52][53][54].
- Ещё один сходный древний символ — анх (☥, U+2625)[47][48].
- Официальный знак рубля сходен со знаком пансексуальности[48].
- В нескольких блогах упоминалось, что в качестве знака рубля выбран знак палеогена, одного из геологических периодов кайнозойской эры[55], а знак евро (€), кстати, идентичен графическому знаку кембрия[48][56].
- Алхимический символ «порошок»[57].
- Завершает список буква расширенной латиницы «Ꝑ, ꝑ» (U+A750, U+A751)[48][58], которая в древних текстах использовалась для сокращение предлога per (pro), входившего в состав латинского выражения pro centum (дословный перевод — «на сто, или сотню») — от него произошёл термин «процент».

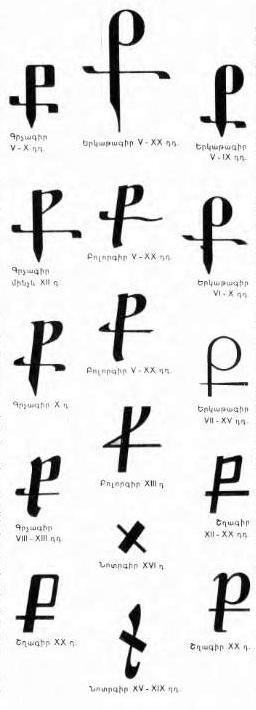
Армянская буква «Ке»
Символ пансексуальности
Анх
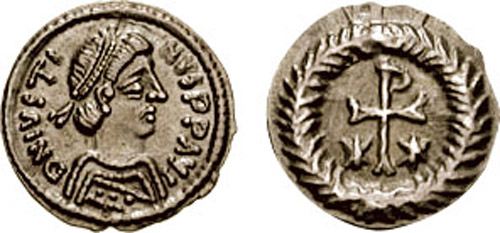
Ставрограмма на монете Юстина II
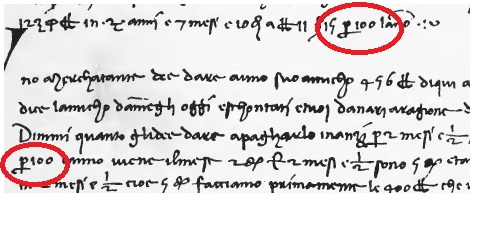
Сокращение per (pro) в тексте 1339 года

## Другие символы российского рубля
Помимо описанного выше, другими характерными знаками, имеющими назначение краткого представления российского рубля, являются простые сокращения «р.» и «руб.». Строчная буква «р» с точкой («р.») фигурирует, например, в настройках «по умолчанию» форматов вывода денежных и финансовых величин в русскоязычной версии электронных таблиц Excel компании Microsoft. Иногда встречаются такие варианты, как «рубл.» и «рэ». Последний используется в разговорной речи и бытовой переписке и, очевидно, происходит от простонародного названия буквы «р (рэ)».
Кроме того, для краткого представления российского рубля используются коды стандарта ISO 4217: с 1998 года — RUB и 643, ранее — RUR и 810.

### Опрос Центрального банка Российской Федерации (ноябрь—декабрь 2013 года)
- Страница, посвященная знаку рубля на сайте ЦБ РФ
- Пресс-релиз «Об итогах общественного обсуждения символа рубля»
- Комментарии участников обсуждения

### Отдельные символы
- Примеры использования дизайнерского знака
- Финалисты конкурса журнала «Финансист» (недоступная ссылка)
- Наиболее полная галерея предложений, поступивших в ходе акции «Знак рубля» Архивная копия от 28 июня 2009 на Wayback Machine
- Финалисты конкурса «Нарисуй символ рубля!», проведённого газетой «Комсомольская правда»
- Финалисты конкурса «Придумай знак рубля», проведённого РИА «Новости»
- Знаки, заслуживающие особого внимания по мнению экспертов газеты «Известия»
- Знак Тагира Сафаева
- Знак Владимира Ефимова
- Аббревиатура «РР» на российских денежных знаках
- Знак рубля, используемый в программных продуктах ведущих мировых производителей софта (Microsoft, IBM, Google
- Знак Александра Шохина Архивная копия от 23 декабря 2012 на Wayback Machine
- Знак Януса Полуэктовича Невструева Архивная копия от 14 августа 2012 на Wayback Machine
- Все варианты сокращения слова «рубль»

### Выставки
- Выставка «Знак рубля» в Москве (ноябрь 2000 г., фоторепортаж)
- Выставка «Знак рубля» в Санкт-Петербурге (ноябрь 2005 г., фоторепортаж)
- Выставка «Знак рубля» в Санкт-Петербурге (ноябрь 2005 г., видеорепортаж) Архивная копия от 5 мая 2016 на Wayback Machine

### Прочие ссылки
- Информационный буклет ЦБ РФ
- Pinterest: Ruble Sign (Official)
- Pinterest: Ruble Sign (Caricatures)
- Pinterest: Ruble Sign & Keh
- Pinterest: Ruble Sign & Chi Rho
- Pinterest: Ruble Sign & Pansexuality
- Pinterest: Ruble Sign & Powder or Pulvis
- Pinterest: Ruble Sign & Ankh
- Pinterest: Ruble Sign & Peercoin (PPcoin)
- Pinterest: Ruble Sign & Paleogene
- Pinterest: Ruble Sign & Per
- Pinterest: Ruble Sign & Peso Sign
- Pinterest: Ruble Sign & …